# Landsberget

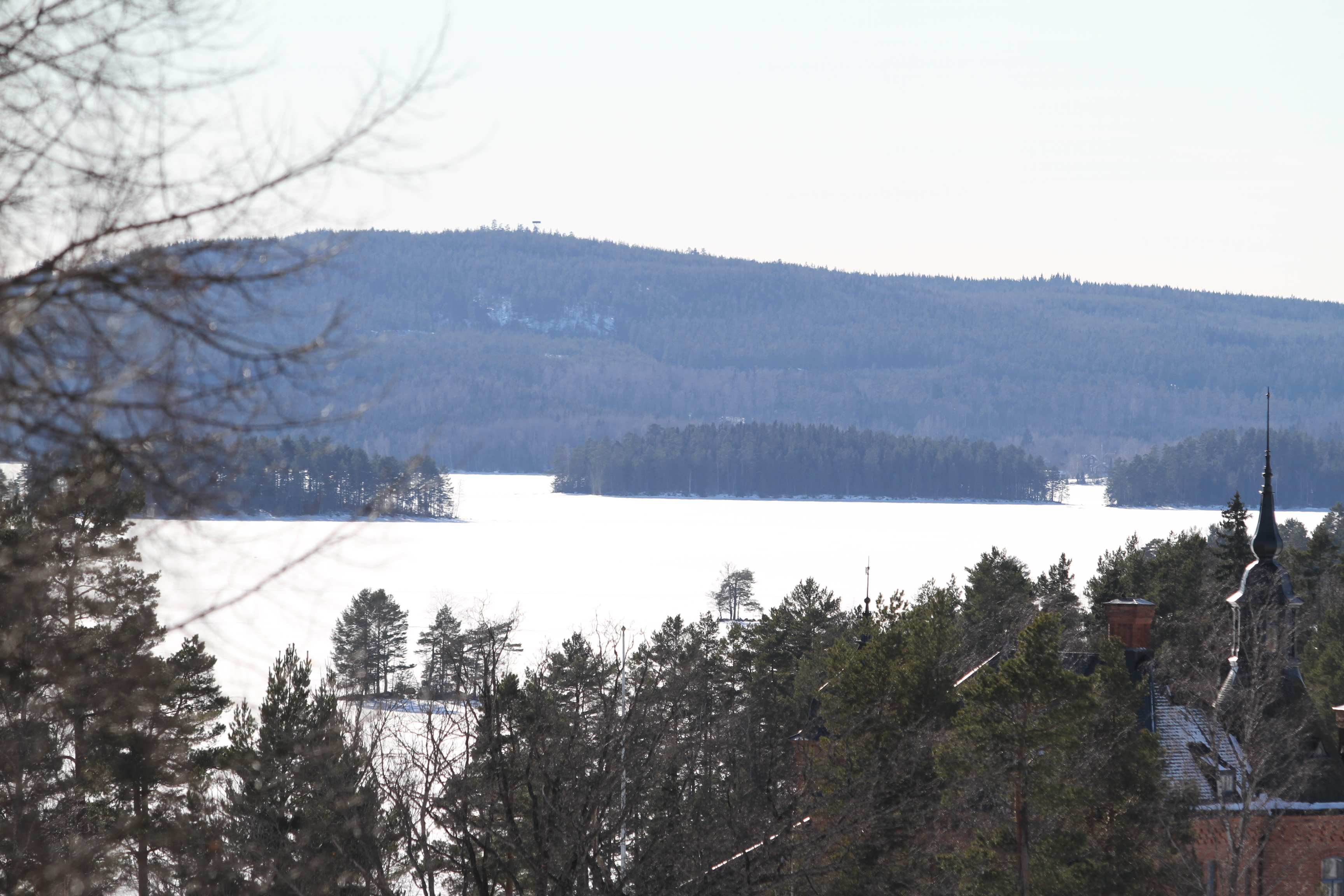
Landsberget sett från nordost. Villa Ulvaklev syns i förgrunden i nedre högra hörnet. Det är snö och is på sjön Åmänningen. Bilden är tagen från Ängelsberg.

Landsberget är ett urberg i Västmanland strax söder om Fagersta. Trakten på och runt Landsberget är populärt för vandring och friluftsliv. Här finns vandringsleder, stora skogar med rikt djurliv, svamp, bär och rester från gruvor. Det finns milsvid utsikt från tornet på Norra Landsberget.

## Norra Landsberget och Södra Landsberget
Vägen till Landsberget är skyltad från riksväg 66. Det finns två parkeringsplater, norra (som man kommer till först) och södra. Man når toppen av norra Landsberget via en kort brant stig om man parkerar vid första parkeringen. Det finns två alternativ, antingen brant rakt upp, eller åt höger den så kallade Issjöstigen. Det senare är en klyfta, där vatten under istidens slut strömmade ner och sköljde bort sand och mindre stenblock. Stigen är både brant och oländig, men det är gott om stora block och åtminstone ett stort så man kan krypa under (på egen risk).
Norra Landsbergets topp ligger på 217 m ö.h. På toppen finns ett luftbevakningstorn sedan andra världskriget. Det är en utmaning att klättra upp i tornet, Det är många som inte klarar av det på grund av höjdskräck, därför att tornet och trappan upp är luftigt byggda. Väl uppe i tornet är utsikten fantastisk. Närmast ligger skogen, öster ut ligger Åmänningen och man ser över till Oljeön och Ängelsberg. På nära håll ser man den idylliska viken med det lilla samhället Djupnäs. Åt nordöst ser man skogarna ända upp till Norberg. Rakt norrut ligger Fagersta. Söderut ser man TV-masten i Lillhärad. Vid tornets fot finns ett vindskydd och en grillplats. 
Åker man vidare och stannar vid södra parkeringen är promenadvägen till tornet längre än den norra men inte så brant. Längs den södra promenadvägen vid 170 m ö.h. ser man ett stort klapperstensfält.  Det var en gång stranden på Yoldiahavet som bredde ut sig österut för sisådär 9 000 är sedan. Vågorna slog här mot stranden så stenarna rullade fram och tillbaka och blev runda. Då var Norra Landsberget och Södra Landsberget små öar som stack upp ur havet som sträckte sig österut långt över Finland.
Det finns informationstavlor som berättar om vad man kan se längs med vandringsstigarna.
Södra Landsberget har höjden 190 m ö.h. Södra landsberget har mycket branta klippområden.

## Naturen
Naturen på Landsberget domineras av stor skog. Marken är mycket ojämn och det förekommer branta partier . Det finns gott om spår efter landisens avsmältning i form av rullstensåsar och stora stenblock i terrängen. Det ligger idylliska små sjöar inbäddade i grönskan. Mellan sjöarna porlar små bäckar. På marken kan man hitta svamp, blåbär och lingon om man är ute i rätt tid. Det finns älg, bäver, lo, varg och björn i trakten. De flesta stora djur har mycket god hörsel och går undan från människorna i god tid. Man får vara tyst, tålmodig eller ha tur om man ska se något stort djur. 

## Industri

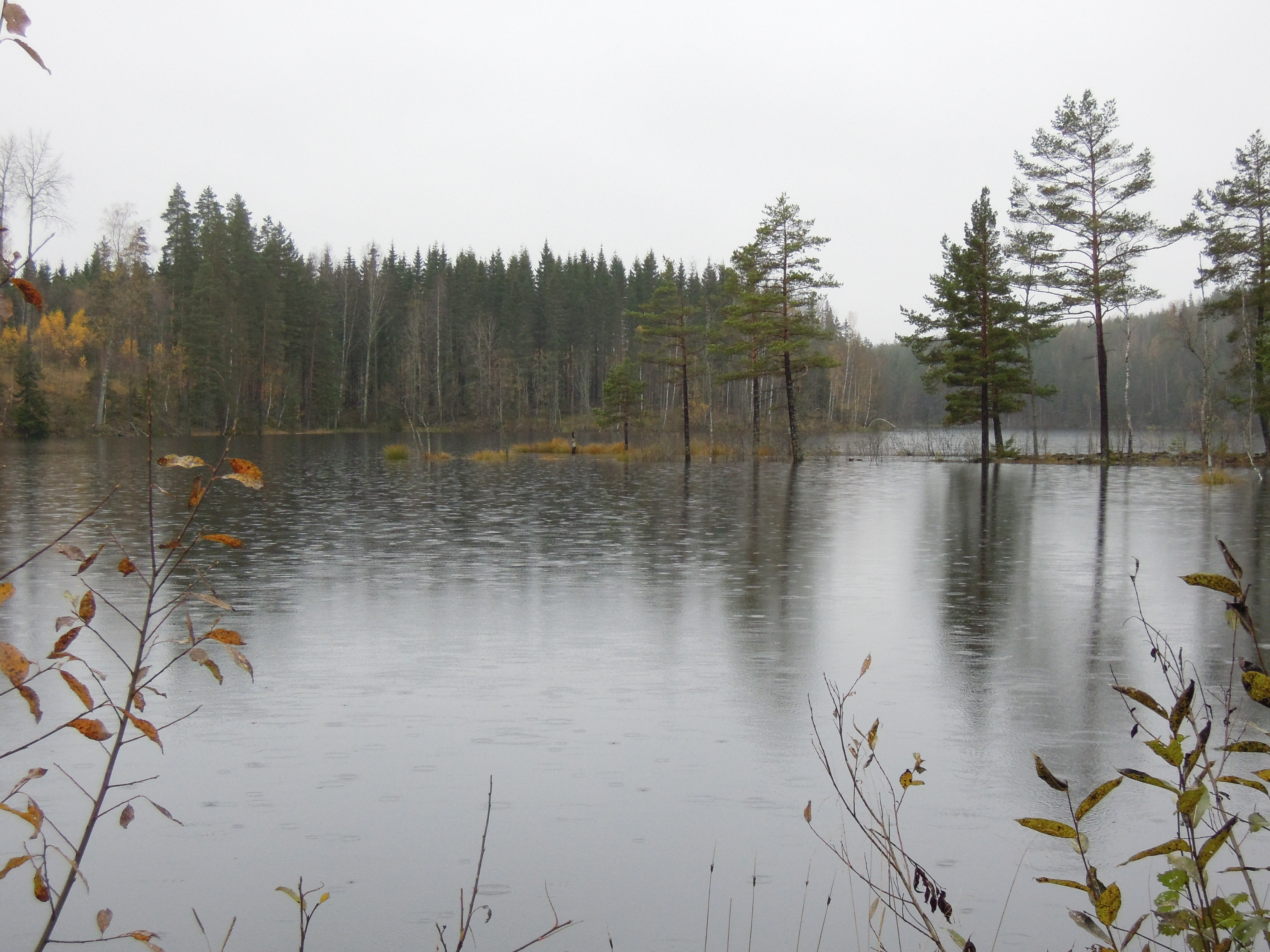
Bilden visar resterna av en pir ut i sjön Stora Kedjen vid Trummelsbergs bruk.

Det finns spår av järnhantering runt Landsberget. Trummelsbergs bruk var levande från 1622 till 1907. Numera är det mesta rivet, men grundmurar och pirarna ut i sjön Stora Kedjen finns kvar. Kraftbehovet till bruket löstes genom vattenkraft innan ångmaskiner togs i drift. Därför dämde man upp flera sjöar uppströms Trummelsberg, med sjön Dammen som första sjö. Dessa sjöar med dammvallar är tydliga i naturen. Runt Norra Landsberget bedrevs gruvverksamhet. Det finns flera ganska grunda gruvhål som noteras på riksantikvarieämbetets hemsida.  Förutom vattenkraft och järnmalm behövdes träkol som producerades med hjälp av kolmilor runt Trummelsberg. Rester av kolmilor och kojor för kolaren att bo i finns lite här och var i skogen.

## Friluftsliv
Landsberget korsas av fler vandringsleder i Bruksleden. Det är en fördel att utnyttja dessa, man kan annars gå vilse i denna stora skog. Bruksleden har en fin hemsida där man kan ladda ner kartor som pdf-filer. Det finns flera vindskydd om man vill söka skydd för oväder eller övernatta. Det finns till och med cyklister som utnyttjar vandringsleden med terränggående cyklar.
Södra Landsberget har branta partier och spännande stenblock som  utnyttjas av bergsklättrare. Det är klättrare från både svenska och utländsk föreningar. Geocachingentusiaster har gömmor på Landsberget. Geocaching kan också vara ett sätt att uppleva naturen på Landsberget.

## Fotogalleri

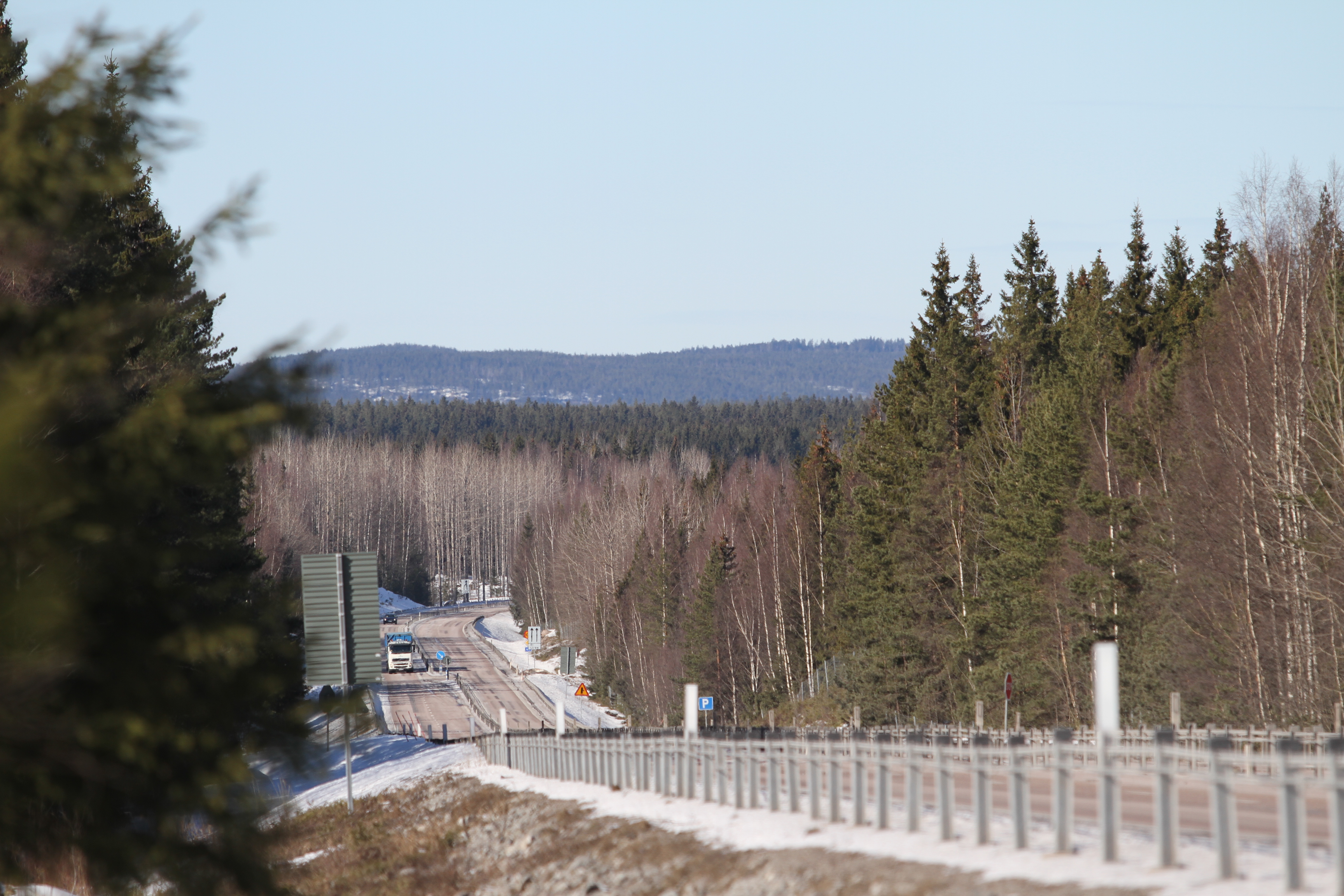
Landsberget sett från söder, riksväg 66
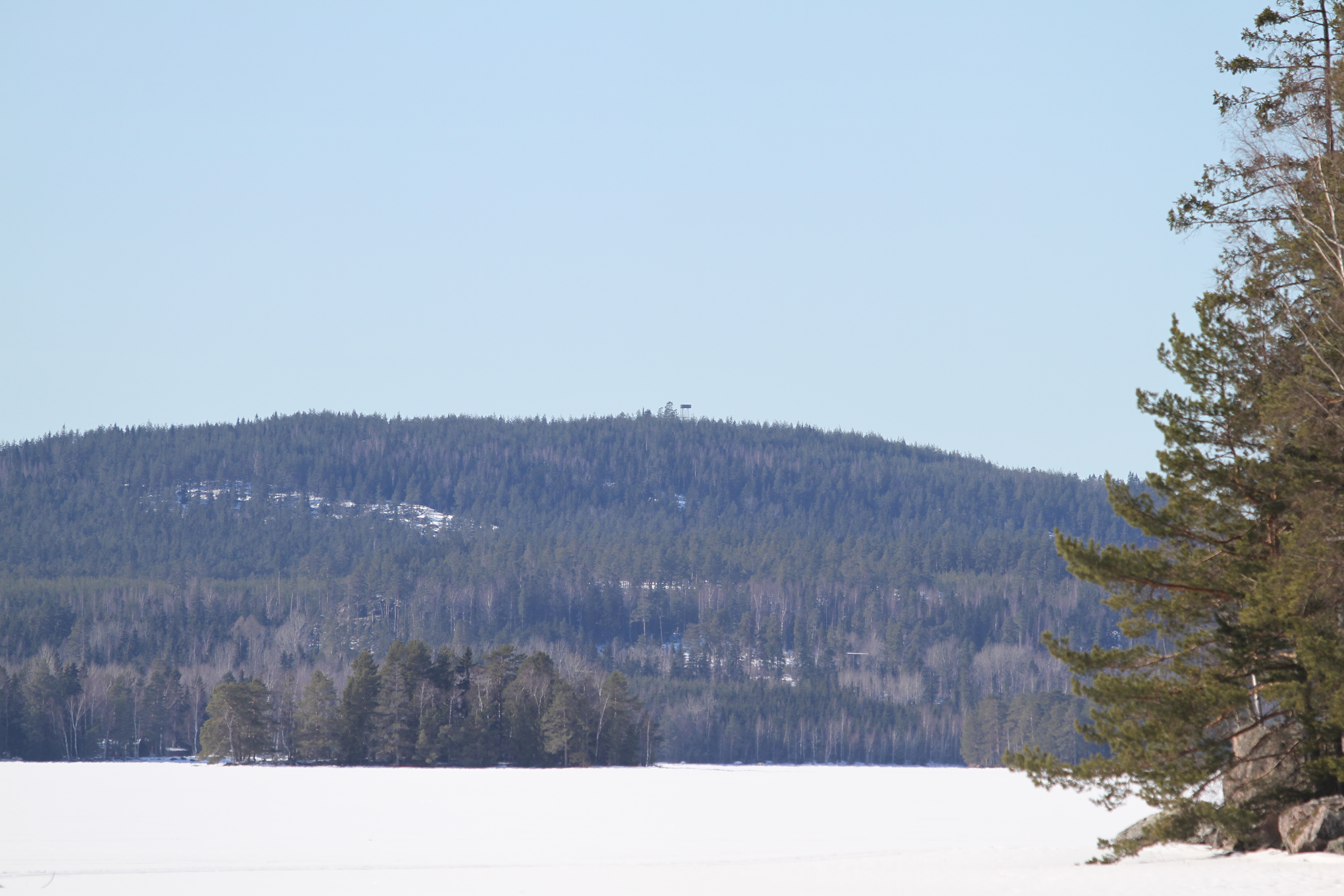
Landsberget sett från öster, Halvarsviken. Det är snö och is på sjön Åmänningen
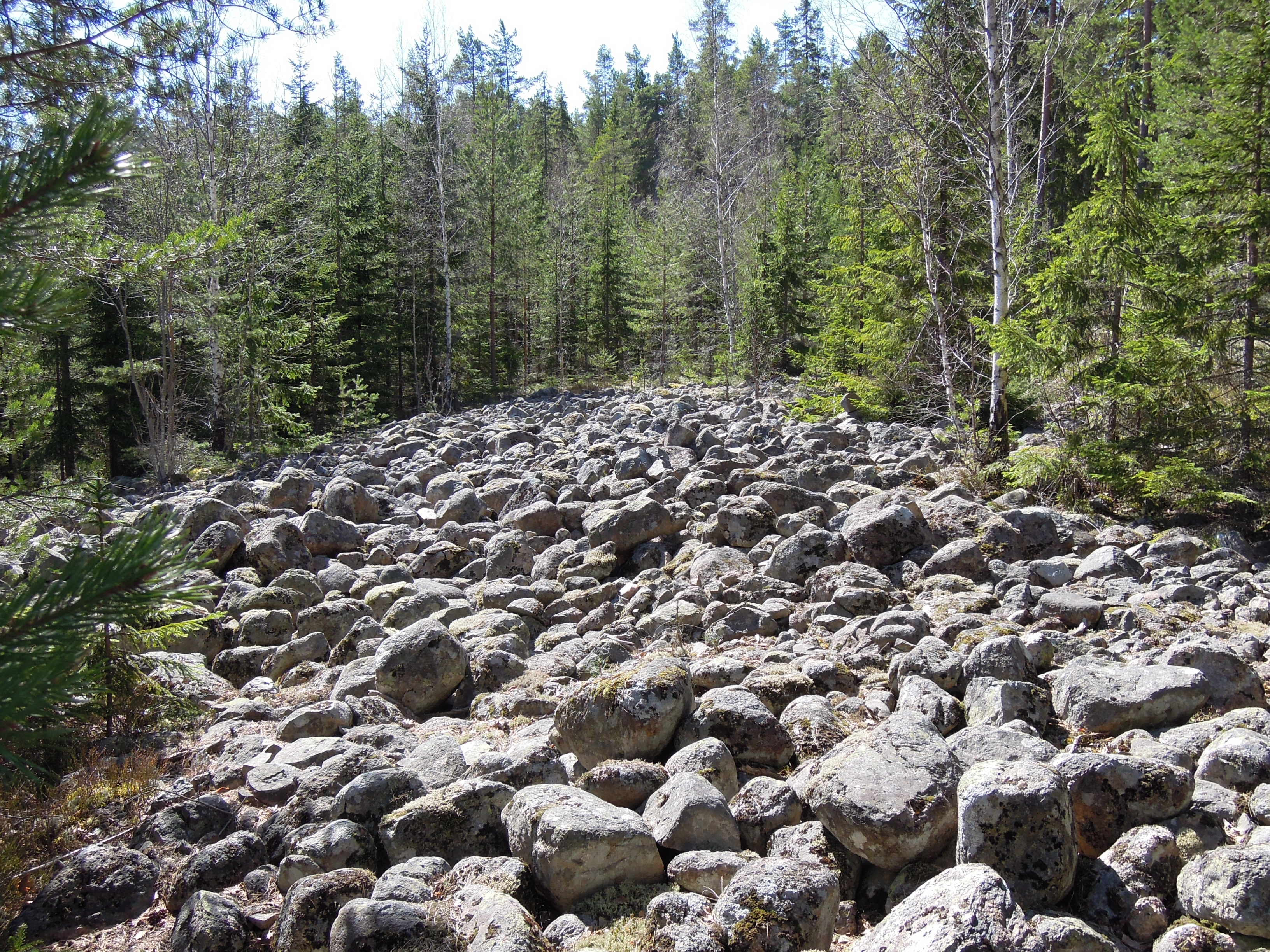
Fossilt klapperstensfält från Yoldiahavet vid promenadvägen från södra parkeringen till Norra Landsbergets topp
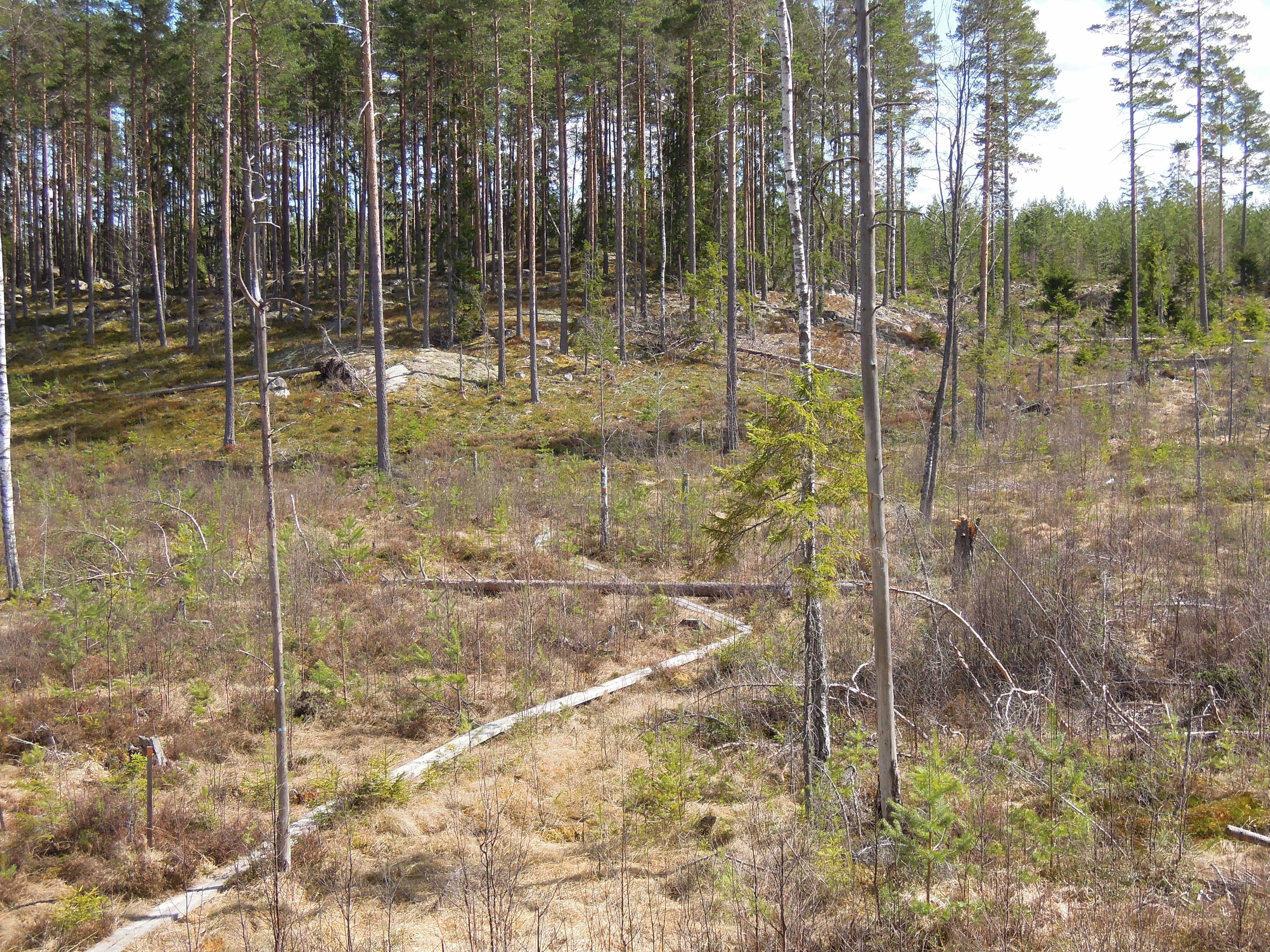
Södra Landsberget, vandringsleden Bruksleden
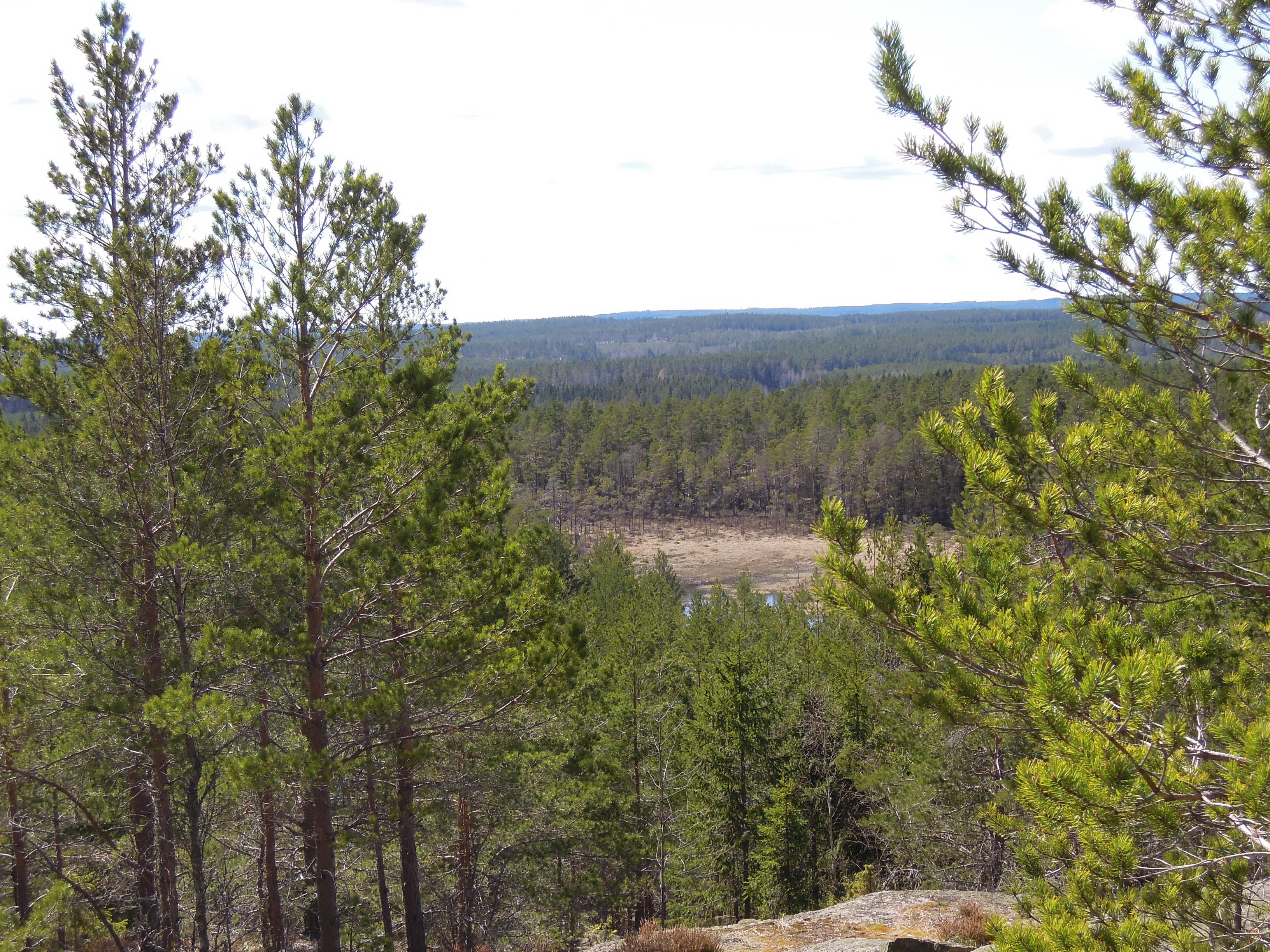
Södra Landsberget, utsikten, blick söderut
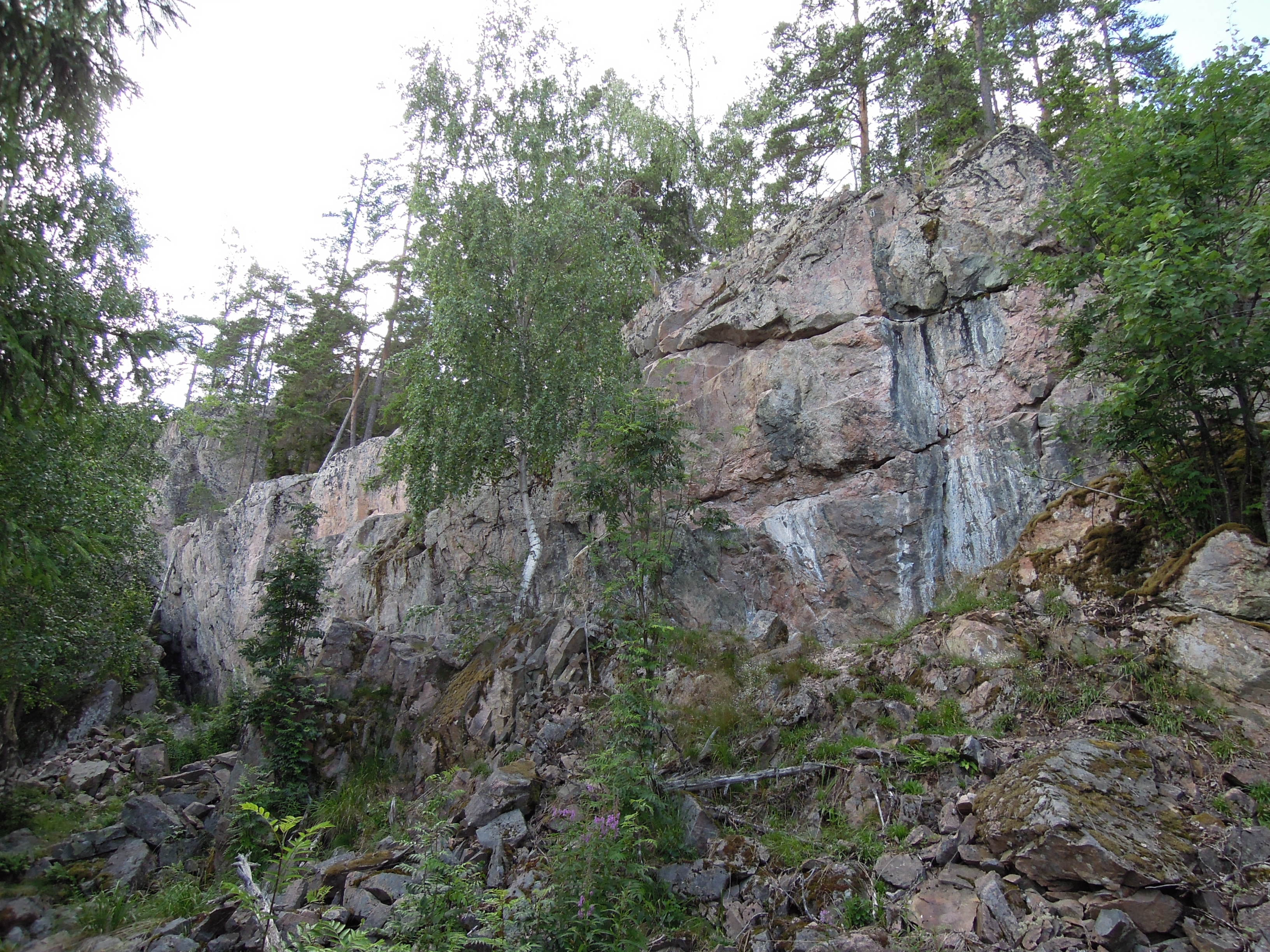
Södra Landsberget, brant klippvägg (klättervägg)
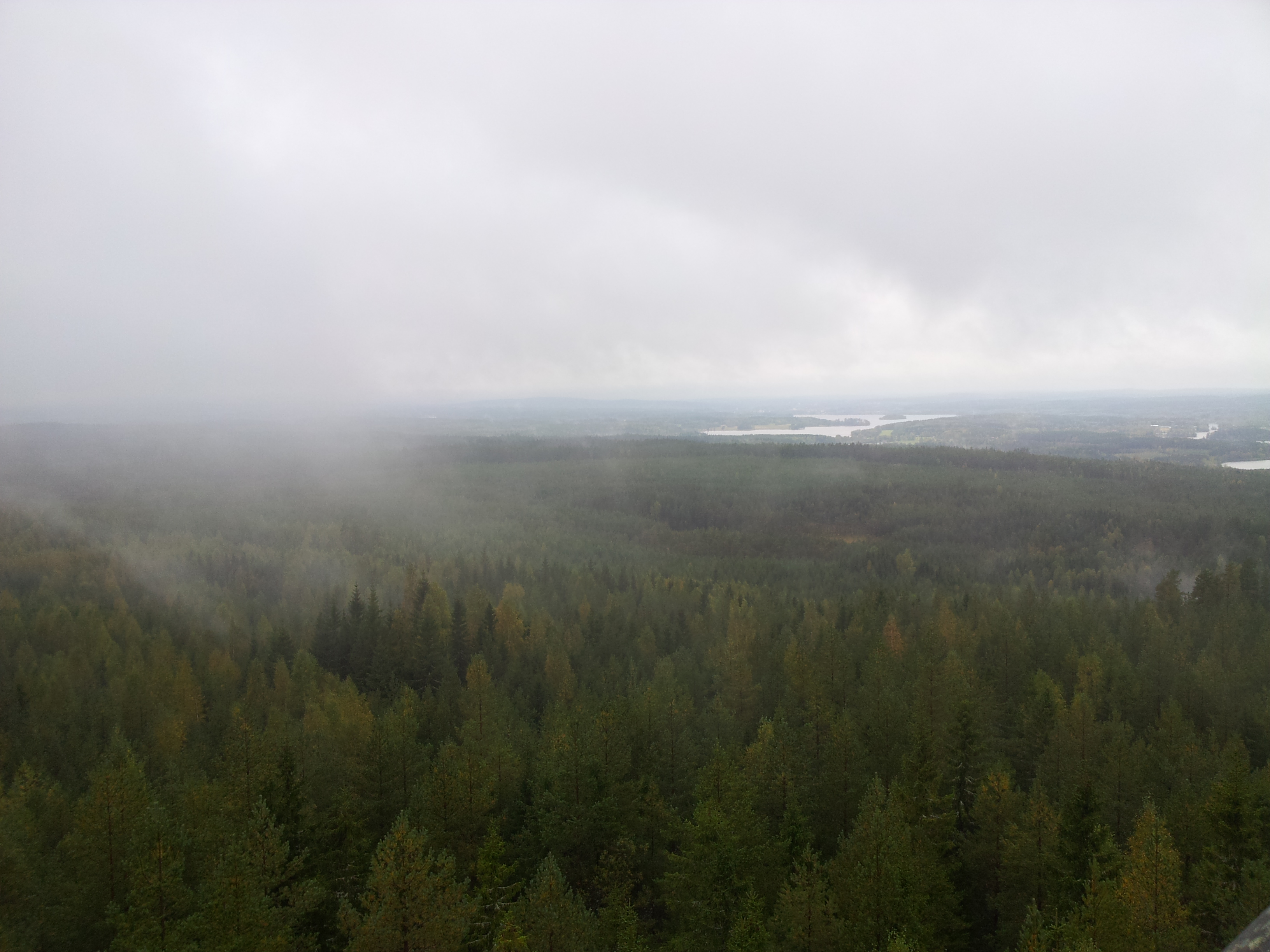
Foto från utsiktstornet på Landsberget, blickande norrut.
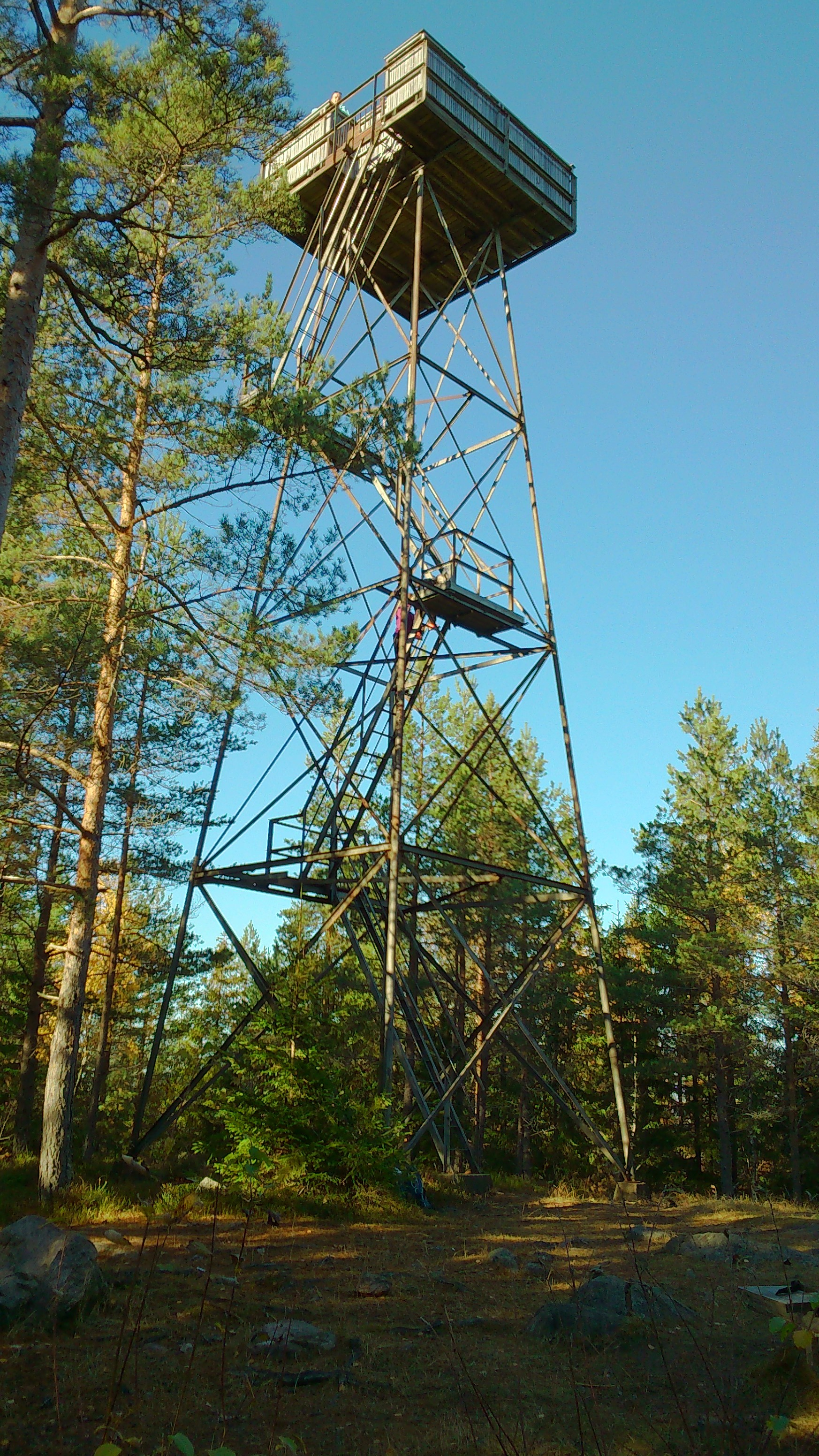
Det gamla luftbevakningstornet på Landsberget
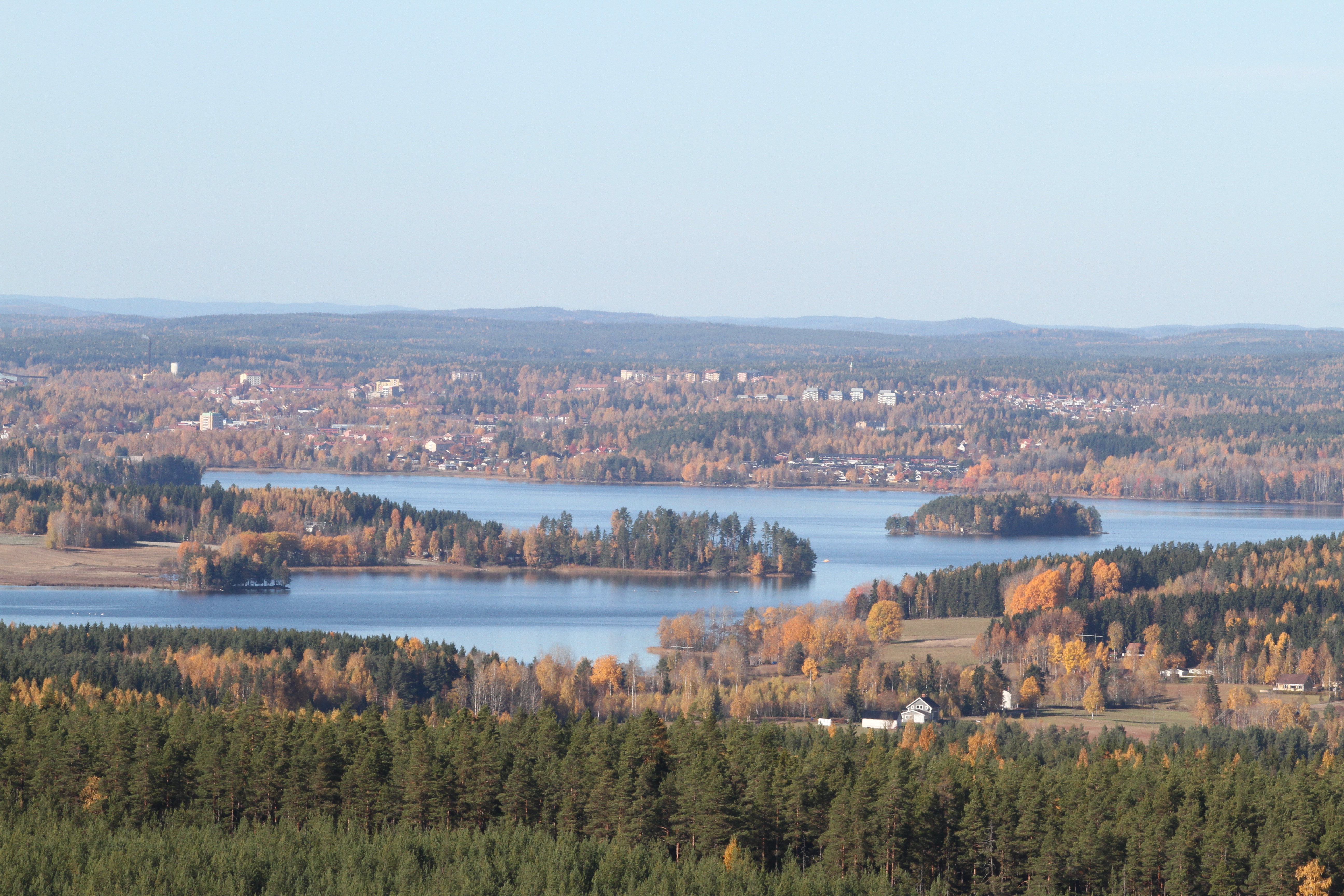
Fagersta och sjön Stora Aspen sett från Landsberget
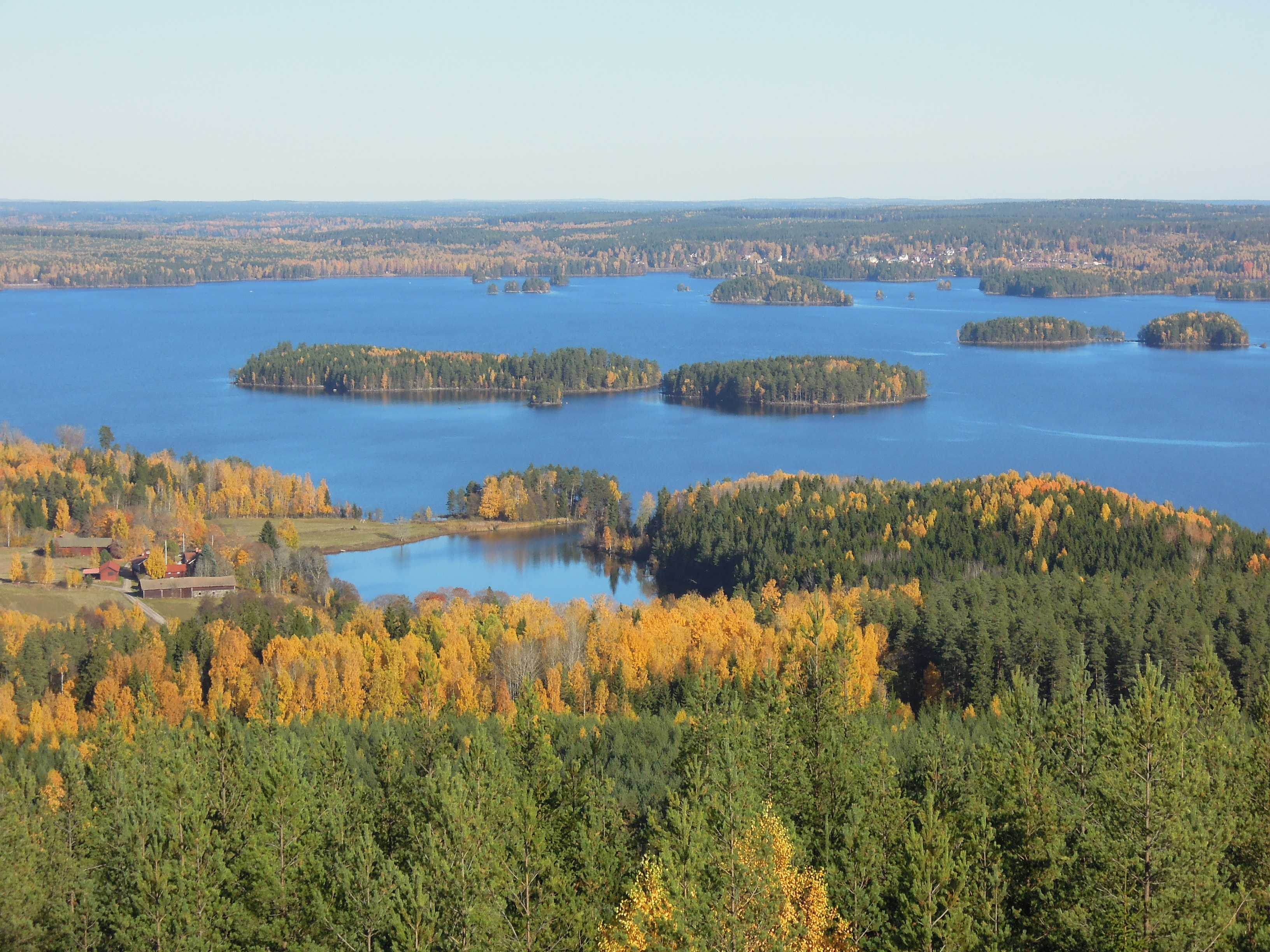
Åmänningen och Ängelsberg sett från Landsberget, Djupnäs i förgrunden
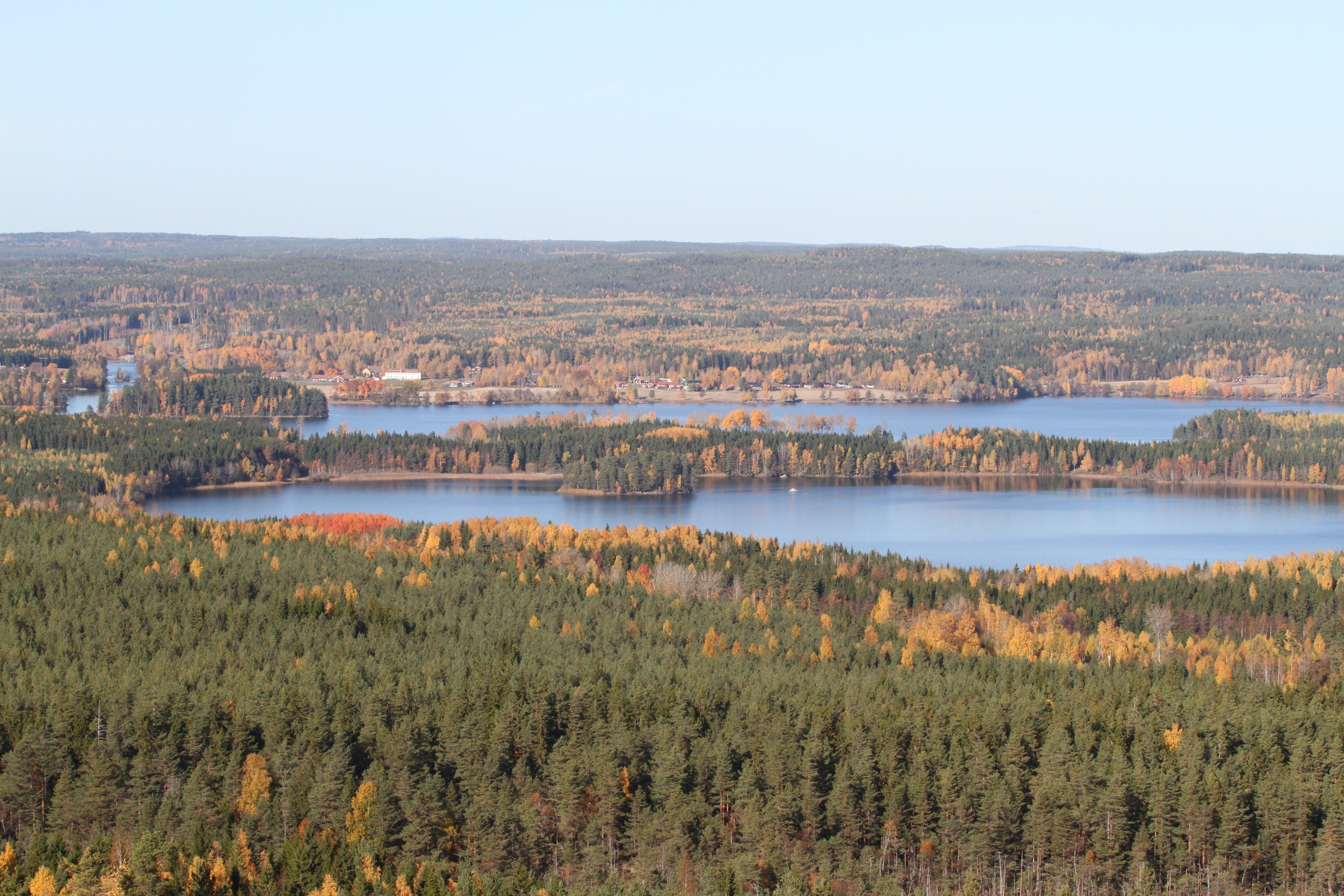
Lilla Aspen och Åmänningen sett från Landsberget